# Daubeuf-la-Campagne

Daubeuf-la-Campagne este o comună în departamentul Eure, Franța. În 1 ianuarie 2022 avea o populație de 245 de locuitori.